# Moshkenān
Moshkenān (persiska: مشکنان) är en ort i Iran.   Den ligger i provinsen Esfahan, i den centrala delen av landet, 300 km söder om huvudstaden Teheran. Moshkenān ligger 1 946 meter över havet och antalet invånare är 466.
Terrängen runt Moshkenān är platt åt sydväst, men åt nordost är den kuperad.Runt Moshkenān är det ganska tätbefolkat, med 144 invånare per kvadratkilometer. Närmaste större samhälle är Tūdeshg, 5,6 km öster om Moshkenān. Trakten runt Moshkenān är ofruktbar med lite eller ingen växtlighet.